# Intel-8-Serie
Die Intel-8-Serie ist eine Serie von Mainboard-Chipsätzen der Firma Intel und Nachfolger der Intel-7-Serie. Die Chipsatzserie wird auch unter dem Codenamen „Lynx Point“ geführt und unterstützt die Prozessoren der Haswell-Generation. Nachfolger ist die Intel-9-Serie. Der Chipsatz unterstützt den Sockel 1150.

## Beschreibung
Die Lynx Point wurden von Intel offiziell am 1. Juni 2013, im Vorfeld der Markteinführung der Haswell-Prozessoren, vorgestellt. Im Vergleich zum Vorgänger wurden die Chipsätze primär um mehr USB-3.0- und mehr SATA-III-Ports erweitert, während eine native PCI-Unterstützung gestrichen wurde.
Für die Ivy-Bridge-E-Prozessoren (Sockel 2011) gibt es keinen eigenen Chipsatz. Der X79-Chipsatz wurde für diese weiterverwendet.
Bereits vor dem Marktstart wurde bekannt, dass es Probleme beim C1-Stepping der Chipsätze gibt. Durch diesen Bug konnte es passieren, dass ein USB 3.0-Gerät nach dem Aufwachen aus dem S3-Modus nicht mehr ansprechbar ist. Fehlerbereinigte Mainboards mit dem C2-Stepping wurden bereits im Juli 2013 bei Onlinehändlern gelistet.

## Modellübersicht
| Chip- satz | Markt- segment       | Offizieller Launch | Sockel | System- Bus | PCIe       | PCIe                   | PCIe            | PCI  | USB-Ports | USB-Ports | Serial ATA         | Serial ATA          | Serial ATA             | CPU Performance Tuning | unterstützte Monitoranzahl der IGP | SSD- Caching | TDP   | vPro | VT-d |
| Chip- satz | Markt- segment       | Offizieller Launch | Sockel | System- Bus | CPU- Lanes | CPU-Lane- Aufteilung   | Chipsatz- Lanes | PCI  | USB 2.0   | USB 3.0   | SATA-II (300 MB/s) | SATA-III (600 MB/S) | Unterstützte RAID-Modi | CPU Performance Tuning | unterstützte Monitoranzahl der IGP | SSD- Caching | TDP   | vPro | VT-d |
| ---------- | -------------------- | ------------------ | ------ | ----------- | ---------- | ---------------------- | --------------- | ---- | --------- | --------- | ------------------ | ------------------- | ---------------------- | ---------------------- | ---------------------------------- | ------------ | ----- | ---- | ---- |
| H81        | Low-End- Desktop     | Q3 2013            | 1150   | DMI 2.0     | 16 (2.0)   | 1× 16                  | 6 (2.0)         | nein | 8         | 2         | 2                  | 2                   | ?                      | nein                   | 2                                  | nein         | 4,1 W | ?    | ja   |
| B85        | OEM-Desktop          | 1. Jun. 2013       | 1150   | DMI 2.0     | 16 (3.0)   | 1× 16                  | 8 (2.0)         | nein | 8         | 4         | 2                  | 4                   | ?                      | teilweise per Update   | 3                                  | nein         | 4,1 W | ?    | ja   |
| Q85        | Business- Desktop    | 1. Jun. 2013       | 1150   | DMI 2.0     | 16 (3.0)   | 1× 16                  | 8 (2.0)         | nein | 6         | 4         | 2                  | 4                   | ?                      | nein                   | 3                                  | nein         | 4,1 W | ?    | ja   |
| Q87        | Business- Desktop    | 1. Jun. 2013       | 1150   | DMI 2.0     | 16 (3.0)   | 1× 16                  | 8 (2.0)         | nein | 8         | 6         | 0                  | 6                   | ?                      | nein                   | 3                                  | ja           | 4,1 W | ?    | ja   |
| H87        | Business- Desktop    | 1. Jun. 2013       | 1150   | DMI 2.0     | 16 (3.0)   | 1× 16                  | 8 (2.0)         | nein | 8         | 6         | 0                  | 6                   | ?                      | teilweise per Update   | 3                                  | ja           | 4,1 W | ?    | ja   |
| Z87        | Performance- Desktop | 1. Jun. 2013       | 1150   | DMI 2.0     | 16 (3.0)   | 1× 16 2× 8 1× 8 + 2× 4 | 8 (2.0)         | nein | 8         | 6         | 0                  | 6                   | ?                      | Ja                     | 3                                  | ja           | 4,1 W | ?    | ja   |